# Bdp (lok)
Bdp är en typ av elektrolok som använts vid de elektrifierade delarna av Roslagsbanan. Två lok av typen tillverkades 1946 till Stockholm-Roslagens Järnvägar, SRJ 54 och SRJ 55, som sedermera kom att betecknas SJ Bdp 3254 och SJ Bdp 3255. Då de södra roslagsbanorna överläts till SL 1972 överfördes loken dit och tjänstgjorde med att dra persontåg fram tills de successivt ersattes av de moderna motorvagnarna typ X10p och togs ur trafik 1994. De tjänstgjorde därför i några år som tjänstefordon innan de avställdes.
SRJ 54 överläts till Stockholms spårvägsmuseum 2009, SRJ 55 överläts till SRJmf i Faringe som arbetar med att bygga om loket till dieselelektriskt för att kunna användas på Upsala-Lenna Jernväg.